# Casa di Nettuno e Anfitrite
La casa di Nettuno e Anfitrite è una casa di epoca romana, sepolta durante l'eruzione del Vesuvio del 79 e riportata alla luce a seguito degli scavi archeologici dell'antica Ercolano: è così chiamata in quanto al suo interno conserva un mosaico raffigurante Nettuno e Anfitrite.

## Storia
La casa di Nettuno e Anfitrite, di proprietà di un ricco commerciante, venne sicuramente restaurata a seguito del terremoto di Pompei del 62, quando la maggior parte delle pitture fu rifatta in quarto stile: rimasta sepolta sotto una coltre di fango a seguito delle colate piroclastiche durante l'eruzione del Vesuvio del 79, venne prima esplorata nel XVIII secolo dagli archeologi borbonici mediante cunicoli e poi riportata alla luce tramite gli scavi promossi da Amedeo Maiuri tra il 1932 ed il 1934.

## Descrizione

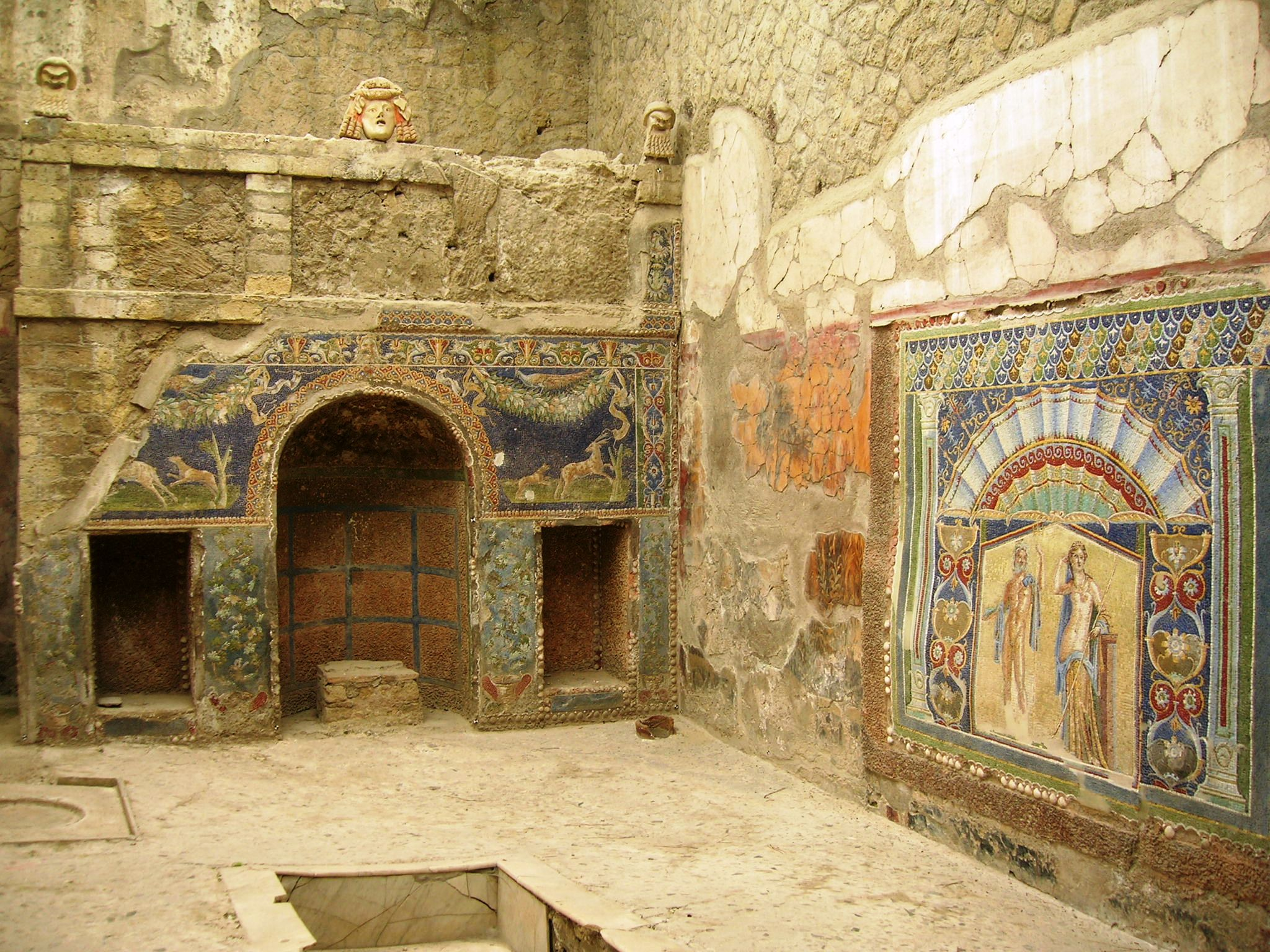
Il triclinio estivo

L'abitazione è posta lungo il cardo IV, di fronte all'ingresso della sezione femminile delle Terme del Foro ed ha un'estensione totale di circa duecento metri quadrati, con un impianto che segue il classico schema delle case romane. Superato il portale d'ingresso, si accede alle fauci: queste presentano pareti con zoccolatura in rosso e resti di affreschi in secondo stile e pavimentazione in opera cementizia, interrotta in alcuni punti dove correvano delle tubature in piombo; sulla parete sinistra delle fauci, un'apertura, consente l'ingresso alla cucina, la quale, oltre ad essere illuminata da due finestre, ospitava un focolare ed una latrina. L'atrio presenta al centro un impluvium rivestito in marmo, scarsi resti di decorazioni parietali ed un larario nel quale sono state ritrovate due lastre in marmo, dipinte in rosso secondo la tecnica dei monocromi, di cui una riportante la firma di Alessandro di Atene, lo stesso che ha realizzato le Giocatrici di astragali, custodito al Museo archeologico nazionale di Napoli e che potrebbe proveniente dalla stessa casa: intorno all'atrio si aprono diversi cubicoli che hanno perso quasi del tutto le loro pitture, in particolar modo raffiguranti elementi vegetali, animali e figure femminili, tipici del quarto stile; quelli che sorgono lungo il lato sud inoltre dovevano essere utilizzati come depositi della bottega e uno conserva i resti di una colonna, mentre l'altro è privo di adornamenti.
Sempre sull'atrio si apre il tablino, anch'esso con affreschi in quarto stile con pannelli in rosso e giallo, abbelliti con scene mitologiche tra cui resiste quello di un due donne, di cui una con un'anfora sul ginocchio, abbigliate con vesti celesti, mentre il pavimento è un mosaico bianco bordato da una riga in nero: un'ampia finestra affaccia direttamente sul triclinio estivo. Ancora sull'atrio si aprono un corridoio, con alle pareti affreschi in nero e bianco decorati con animali quali un'aquila, un cavallo ed un capra ed il triclinio: entrambi questi ambienti danno accesso al triclinio estivo. Il triclinio è la sala più grande della casa ed è adornato alle pareti con pannelli rossi arricchiti con motivi architettonici poggianti su una zoccolatura in nero ed un pavimento in mosaico bianco incorniciato in una fascia nera: questo appare in parte deformato, segno dell'impatto della massa fangosa sviluppatasi a seguito dell'eruzione del 79.

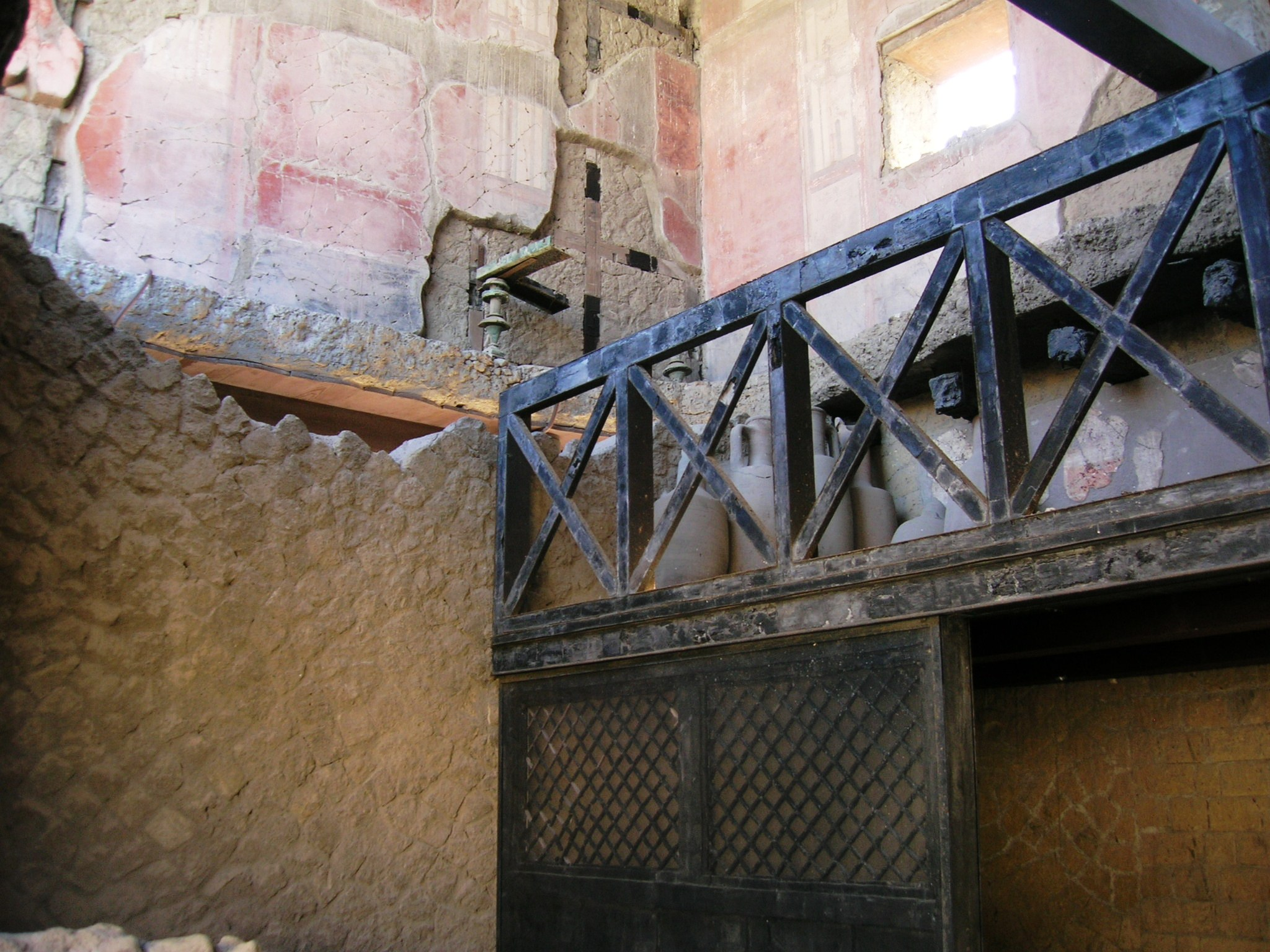
La bottega

Il triclinio estivo, concepito sia come pozzo di luce che come giardino, presenta al centro una vasca in marmo e sul fondo un ninfeo con tre nicchie, di cui quella centrale a fondo semisferico e le due laterali a fondo triangolare, con all'interno una colonnina di marmo cipollino come appoggi per lucerne: il ninfeo è decorato a mosaici in pasta vitrea che riproduce scene floreali e di caccia, tra cui un cane che insegue un cervo ed i bordi abbelliti con conchiglie; sulle nicchie inoltre è posto un serbatoio che alimentava le fontane dell'ambiente, realizzato in cocciopesto e decorato con alcune maschere in terracotta tra cui un Sileno. Il resto del triclinio estivo è affrescato con pitture che tendono a riprodurre un giardino con piante, uccelli, animali, tralci, coppe e labrum, oltre a grandi spazi in intonaco bianco: in particolare la parete est è stata rifatta intorno al 70, durante un processo di abbellimento della stanza, con l'aggiunta di un mosaico, sempre in pasta vitrea, raffigurante Nettuno e Anfitrite; un piccolo spazio nei pressi del ninfeo era utilizzato dall'orchestra per l'intrattenimento durante le feste, mentre in alcuni punti è possibile notare i segni di tre letti triclinari.
Esternamente alla casa, accanto all'ingresso principale si trova una caupona, appartenente allo stesso proprietario della dimora: si tratta di una delle botteghe meglio conservate della città ed al suo interno sono stati rinvenuti numerosi suppellettili e parte dell'arredamento in legno, oltre ad un bancone in muratura con doli incassati, all'interno dei quali erano conservati ceci e fave, e diversi scaffali per anfore; uno stretto corridoio collega la bottega direttamente all'abitazione. Sempre dalla strada inoltre è visibile il secondo piano della casa, in parte crollato a seguito dell'eruzione ed un tempo raggiungibile tramite una scala in muratura posta in cubicolo: le stanze, probabilmente camere da letto, sono affrescate in quarto stile e tra i ritrovamenti un letto in bronzo ed un tavolo in marmo.